# Феофан Критский
Феофан Стрелидзас, известный как Феофан Критский (греч. Θεοφάνης Στρελίτζας, Θεοφάνης ο Κρης; ок. 1500—1559) — православный иконописец критской школы.
Родился около 1500 года на острове Крит, где и обучался иконописи. Религиозные убеждения Феофана привели его к монашеству, несмотря на то, что он был женат и имел двух детей, которые также стали иконописцами и продолжали дело отца. В качестве причины принятия им монашества называют смерть его жены. Умер Феофан в 1559 году в Ираклионе на Крите.
Все шедевры настенной живописи Феофана находятся в материковой Греции. В 1527 году он расписал кафоликон монастыря Святого Николая Анапавсаса в Метеорах. После этого начался пик его карьеры, продолжавшийся до 1548 года. После Метеор он отправился на Святую Гору Афон и расписывал там соборы Великой Лавры и монастыря Ставроникита. В работах Феофана отмечают присутствие влияния западного искусства (несвойственная византийскому искусству  живописность, изображение фигур со спины).
Две работы Феофана хранятся в Эрмитаже.